# 魔電鰩
魔電鰩（學名：Torpedo panthera），又稱魔電鱝，為軟骨魚綱電鰩目電鰩科電鰩屬的一種，被IUCN列為瀕危保育類動物，分布於西印度洋吉布地、埃及、厄立特里亞、印度、伊朗、阿曼、巴基斯坦、沙烏地阿拉伯、索馬利亞、蘇丹和葉門等海域，深度1至350公尺，本魚有一個胸鰭圓盤，其寬度略小於長度，上側為紅棕色，上面散部白色小斑點，具有一條長而有力的尾巴和兩個背鰭。第一個背鰭較寬，而第二個背鰭稍小且更細長，鼻孔上有明顯的皮辮，有圓形的氣孔，體長可達100公分，棲息在沙泥底質海域，為底棲性魚類，屬肉食性，以魚類和無脊椎動物為食，體具有發電器官，用來防禦或捕食，卵胎生，生活習性不明。